# اوزکند

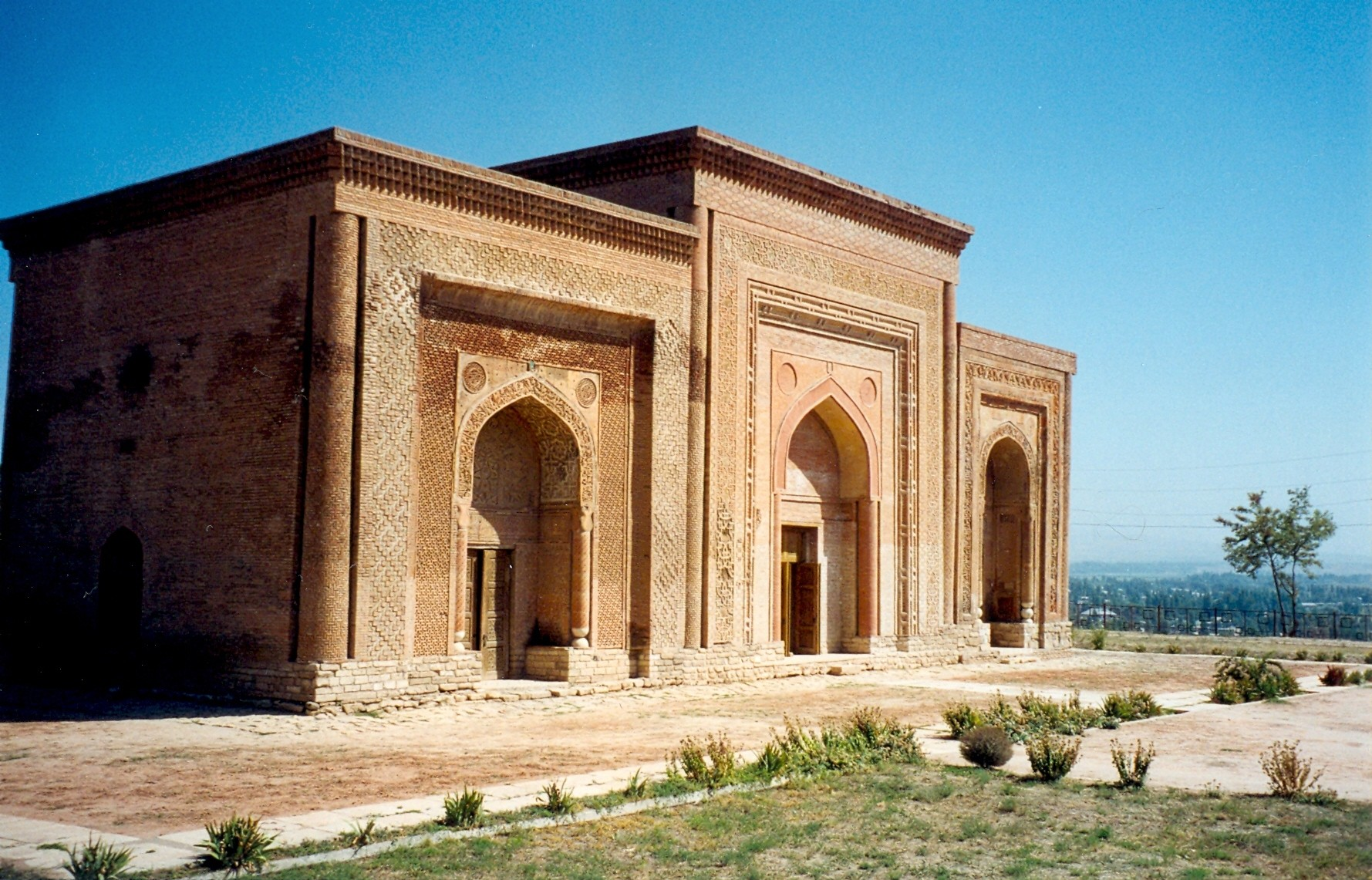
سده ۱۲ آرامگاه قراختاییان، اوزگند

اوزگَند (نام‌های دیگر: اوزگن، اوزکند) از شهرهای قرقیزستان است که در مرز خاوری فرغانه کهن نهاده شده‌است.

## تاریخ
دربارهٔ پیشینهٔ تاریخی اوزگند در دوره‌های باستان آگاهی زیادی در دست نیست. گمان می‌رود در این دوره‌ها این شهر گاه در دست حکمرانان محلی اداره می‌شد و گاه امپراتوران چین بر آن نظارت می‌کردند. امپراتوران چین به دست اسب‌های پرآوازهٔ فرغانه اشتیاق فراوان نشان می‌دادند و دور نیست که برای دست یافتن به این اسب‌ها دست کم در برهه‌هایی به اوزگند که خاوری‌ترین مرز فرغانه و در سرحد سین‌کیانگ چین نهاده بود دست یافته باشند.
منابع اسلامی دربارهٔ چگونگی دستیابی مسلمانان به اوزگند چیزی نمی‌گویند. مردم فرغانه در برابر مهاجمان عرب تا مدت‌ها پایداری کردند و گسترش اسلام در این ناحیه به کندی انجام گرفت.
گمان می‌رود چیرگی روس‌ها بر اوزگند هم‌راستا با چیرگی بر اندیجان و دیگر نواحی فرغانه انجام گرفت.

## ریشهٔ نام
واژهٔ اوزکند ترکیبی است از یک واژهٔ ترکی اوز به معنای مال ما و یک پسوند پارسی کِنت که به معنای آبادی و شهر است؛ بنابراین معنای ترکیب اوزگند، شهر ما است. این نام پس از آنکه که قراختاییان آن شهر را تختگاه خویش کردند بر آن نهاده شد. به‌درستی دانسته نیست که اوزکند پیش از آن، چه خوانده می‌شده است.
پسوند کند در اسامی شهرهای خراسان و ماوراءالنهر زیاد دیده می‌شود. ریشه آن از پارسی باستانی «کنتا»، سغدی «کنت» بمعنی دژ یا شهر است. مانند : 
تاشکند (ازبکستان) 
سمرقند(ازبکستان)
خوقند(ازبکستان) 
یارکند(اویغورستان، سین‌کیانگ چین) 
چیمکند (قزاقستان)
تارکند (قرقیزستان)
اوزکند (قرقیزستان)
پنجکند(تاجیکستان) 
خجند (تاجیکستان)
بیرجند (ایران)
قصرقند (ایران)
عنصری بلخی نام اوزکند را در بیتی چنین آورده‌است:
| سپه کشید چه از تازی و چه از بلغار |  | چه از برانه چه ازاوزگند و چه از فاراب |

در منابع چینی از شهری به نام یو-چن یاد رفته که گمان می‌رود همان اوزگند باشد.